# Le Vicel

Le Vicel este o comună în departamentul Manche, Franța. În 1 ianuarie 2022 avea o populație de 119 de locuitori.